# 天大將軍四
仙女座49，又名BD+46 370，HD 9057、SAO 37275、HR 430，是仙女座的一颗恒星，视星等为5.27，位于銀經129.75，銀緯-15.35，其B1900.0坐标为赤經1h 24m 6s，赤緯+46° -15.35′ 29″。